# فيليبي ليما (مقاتل)
فيليبي ليما (بالبرتغالية: Felipe Lima؛ مواليد 7 مايو 1998) هو مُقاتل فنون قتالية مختلطة برازيلي.

## وصلات خارجية
- فيليبي ليما على يو إف سي
- سجل الفنون القتالية المختلطة المهني لـ فيليبي ليما (مقاتل) على شيردوغ